# DR Update
DR Update était une ancienne chaîne de télévision danoise d'information en continu, appartenant au groupe public DR.

## Historique de la chaîne
Le groupe DR créée le 7 juin 2007 une nouvelle chaîne, diffusant de l'information en continu, DR Update.
Le 4 mars 2013, la chaîne est supprimée et remplacée par DR Ultra, destiné aux enfants de 7 à 12 ans. Les bulletins d'information sont alors transférés sur DR2.

## Diffusion
Elle ferme chaque soir son antenne à 23 h (CET) pour la rouvrir à 7 h (du lundi au vendredi) ou à 9 h (le samedi et le dimanche).
Elle est d'abord proposée en tant que télévision par satellite et par câble, puis en 2008, elle devient gratuitement accessible sur la télévision numérique terrestre danoise. Elle est également diffusée sur son site internet.